# Morganit
Morganitul este o varietate de beril. Culoarea este dată de ionii de litiu și cesiu.